# Suec estàndard
El suec estàndard és la varietat estàndard de la llengua sueca.
El suec estàndard, que deriva dels dialectes parlats a la regió de la capital als voltants d'Estocolm, és la llengua que usen pràcticament tots els suecs i la majoria de suecs de Finlàndia. El terme suec més habitual per la llengua estàndard és rikssvenska ("suec nacional") i en molt menor mesura högsvenska ("alt suec"); aquest últim es limita al suec parlat a Finlàndia i rarament se l'usa a Suècia. Hi ha moltes varietats regionals de la llengua estàndard que són específiques d'àrees geogràfiques de diverses mides (regions, províncies històriques, ciutats, pobles, etc.). Mentre que aquestes varietats solen rebre influència dels dialectes autèntics, la seva estructura gramatical i fonològica s'assembla molt a la dels dialectes del suec central. En els mitjans de masses, ja no és rar que els periodistes parlin amb un marcat accent regional, però la pronúncia més comuna, que també és considerada la més formal, encara és el suec estàndard central.
Malgrat que aquesta terminologia i les seves definicions fa temps que estan establertes entre els lingüistes, la majoria de suecs no són conscients de la distinció i del seu rerefons històric, i sovint es refereixen a les varietats regionals com a "dialectes". En una enquesta feta el 2005 per l'Institut Suec de Venda al Detall (Handelns Utredningsinstitut), l'actitud dels suecs quant a l'ús de certs dialectes per part dels venedors revelà que el 54% pensava que el rikssvenska és la varietat que preferirien sentir en parlar per telèfon amb venedors, tot i que el götlandska o skånska foren presentats com a alternatives a l'enquesta.